# 正義党
正義党（せいぎとう、スペイン語: Partido Justicialista、略称: PJ）は、アルゼンチンの政党。ペロン党（Partido Peronista）としても知られる。アルゼンチンにおける最大政党であり、「ペロン主義」を掲げて戦後のアルゼンチン政治の大半を牛耳ってきた。アルゼンチン下院においては最大議席を保有しており、上院においても多数派を占めている。なお、支持者はペロニスタと呼ばれる。財政規律を無視した左派ポピュリズム（大衆迎合）的な政策で積み上げた対外債務による国家デフォルトやIMFへの支援要請事態を度々招いた。2021年時点で党内は、対外債務問題の解決としてIMFの指導に従って財政規律を守った緊縮財政に転換した中道左派志向のフェルナンデス大統領派、財政規律を無視した従来の政策を主張する急進左派などが混在している。

## 概説
1947年に当時のフアン・ペロン大統領によって結成され、「自由革命」と呼ばれる軍事クーデターによりペロンが追放された1955年から、ペロンが再び大統領に就任した1973年まで非合法化された。
政治思想による明確な分類は当てはまらず、ペロン大統領支持を基盤に結成された寄せ集め的な政党であった。特に1973年以降からは左派だけでなく、ホセ･ロペス･レガなど極右のグループをも包含する政党となった。
1983年に行われた民政移管後初の総選挙では急進市民同盟のラウル・アルフォンシンに敗れたが、1989年には正義党のカルロス・メネムが勝利したことにより政権を奪還した。メネム大統領は、これまでの正義党の伝統的な政策だけでなく公約にも反して新自由主義を掲げ、正義党のイメージを全面的に作り変えた。1999年の選挙では急進党と正義党から分裂したフレパソが擁立したフェルナンド・デ・ラ・ルアに敗れた。しかし2001年10月の議会選挙では勢力を取り戻し、アルゼンチン経済危機の混乱の中で、議会によって正義党のエドゥアルド・ドゥアルデが暫定大統領に選出された。
2003年の総選挙では、有権者の支持が右派のメネムと、左派のネストル・キルチネル、他党との連立で政権を運営していたアドルフォ・ロドリゲス・サアの三者に割れたが、結果キルチネルが勝利し、正義党は彼の下でより左派的な側面を著しくし始めた。
2005年の議会選挙では、上院のブエノスアイレス州選出議席を巡りクリスティーナ・フェルナンデス・デ・キルチネルと、イルダ・ゴンサレス・デ・ドゥアルテを中心とする2つの党派に分裂した。クリスティーナ陣営は他の少数勢力などと連携し、ドゥアルテ陣営を大差で圧倒した。

## 出身のアルゼンチン大統領
- フアン・ドミンゴ・ペロン　Juan Domingo Perón　（任期:1946年6月4日 - 1955年9月21日、1973年10月12日 - 1974年7月1日）
- イサベル・ペロン　Isabel Perón|　（任期:1974年7月1日 - 1976年5月24日）
- カルロス・メネム　Carlos Menem　（任期:1989年7月8日 - 1999年12月10日）
- アドルフ・ロドリゲス・サア　Adolfo Rodríguez Saá　（暫定:任期:2001年12月23日 - 2001年12月30日）
- エドゥアルド・カマーニョ Eduardo Camaño　（暫定:任期:2001年12月30日 - 2002年1月2日）
- エドゥアルド・ドゥアルデ Eduardo Duhalde　（暫定:任期:2002年1月2日 - 2003年5月25日）
- ネストル・キルチネル Néstor Kirchner　（任期:2003年5月25日 - 2007年12月10日）
- クリスティーナ・フェルナンデス・デ・キルチネル Cristina Fernández de Kirchner　（任期:2007年12月10日 - 2015年12月10日）
- アルベルト・フェルナンデス Alberto Ángel Fernández　（任期:2019年12月10日 - 2023年12月10日）